# Квашеная капуста
Ква́шеная капу́ста — пищевой продукт, получаемый из капусты при её молочнокислом брожении (квашении), считающийся национальным продуктом во многих странах Европы, включая Россию, а также в странах Азии (Корея, Китай и др.). Квашеная капуста широко используется в салатах и гарнирах.

## Приготовление

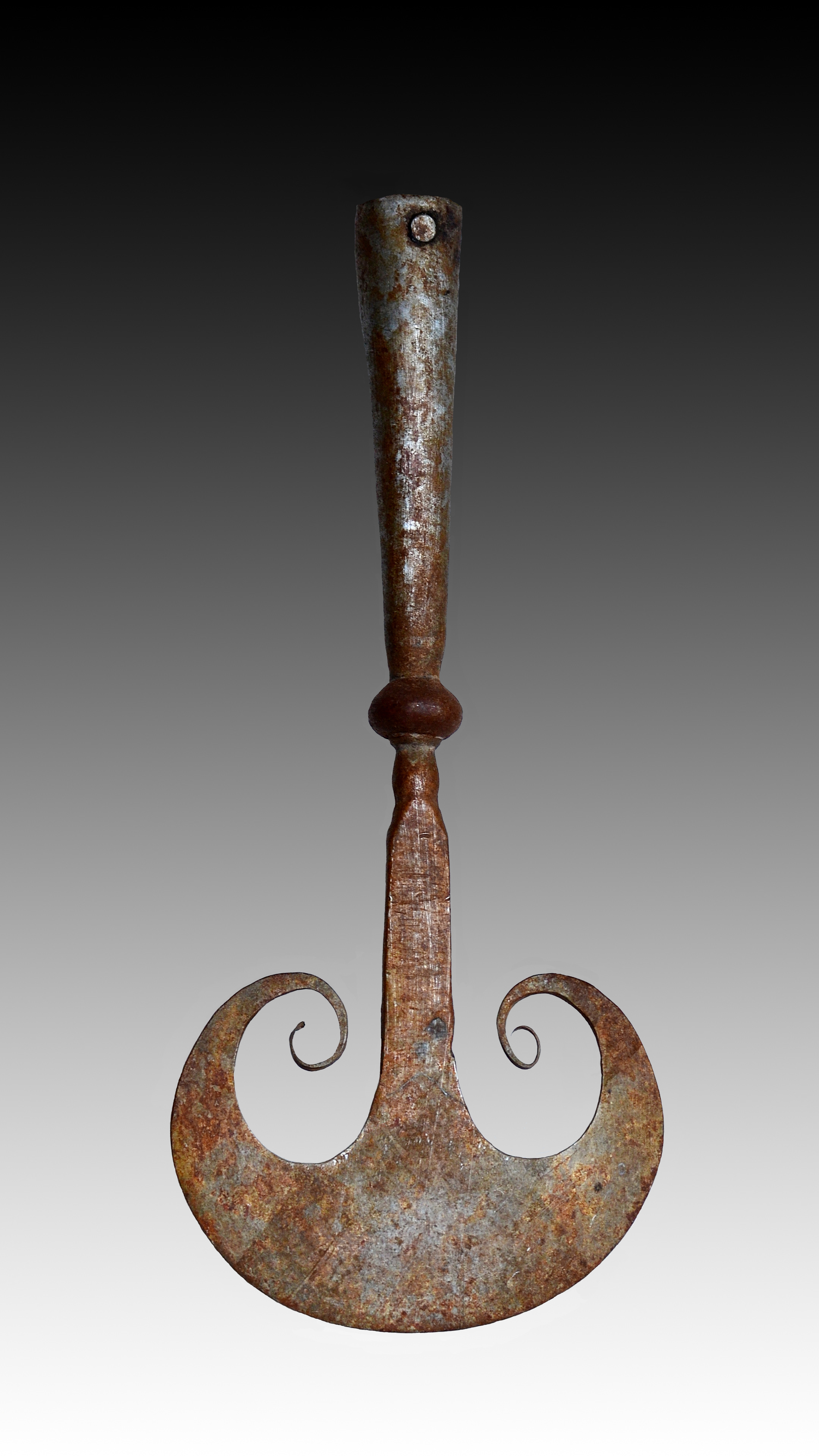
Сечка для шинкования

По способу приготовления квашеную капусту делят на следующие виды: шинкованную, рубленую, кочанную с шинкованной или рубленой, цельнокочанную. Капусту каждого вида приготавливают по особым рецептурам.
Квашеную шинкованную или рубленую капусту готовят путём несильного разминания шинкованной или рубленой капусты с добавлением соли. Смесь укладывают в бочонки, накрывают слоем чистой ткани и придавливают гнётом (грузом) так, чтобы сок выступил на поверхности. Через несколько дней (в зависимости от температуры — 2—7 дней) брожение завершается, и капусту выносят на холод во избежание перекисания.
Молочнокислые бактерии, всегда имеющиеся на поверхности свежей капусты, сбраживают сахара из капустного сока и образуют молочную кислоту, которая препятствует развитию плесневых грибков.

## Варианты рецептов
В капусту (перед засолкой) могут быть добавлены какие-либо кислые ягоды (клюква, например) и мелко нарезанные неострые овощи и фрукты (яблоко, морковь, свёкла, стручковый перец и т. п.).

## Состав
Квашеная капуста богата витаминами A, B и C.

## Разновидности квашеной капусты

### Зауэркраут и шукрут
Квашеная капуста считается национальным блюдом в Германии и России. В английском и французском языках даже используется заимствованное из немецкого название нем. «Sauerkraut» — «зауэркраут» («сауркраут» в английском и «шукрут» во французском, дословно «кислая капуста»). По сведениям Дж. Мариани, американцы в среднем потребляют до полутора фунтов зауэркраута в год. В кухне Эльзаса есть блюдо шукрут — род бигоса из квашеной капусты со свининой или морепродуктами. Фирменное блюдо бранденбургского Пригница — квашеная смесь нескольких сортов капусты книперколь.

### Щи
Из квашеной капусты готовят традиционные русские щи.

### Кимчи
Корейское традиционное блюдо кимчи также является разновидностью квашеной капусты, однако при его приготовлении обычно используется не белокочанная, а пекинская капуста, и почти всегда добавляется жгучий красный перец.